# ساتوشي هوريتشي
ساتوشي هوريتشي (باليابانية: 堀内 聡) (5 أغسطس 1974 في كاناغاوا في اليابان – )؛ هو لاعب كرة قدم سابق كان يلعب كمدافع.